# Maharashtra Open
El torneig de Poona, també conegut com a Maharashtra Open, és un torneig professional de tennis que es disputa sobre pista dura. Actualment pertany a les sèries ATP World Tour 250 del circuit ATP masculí i se celebra al SDAT Tennis Stadium de Poona, Índia, la primera setmana de l'any.

## Història
La primera edició del torneig es va celebrar a l'abril del 1996 a Nova Delhi. La següent edició es va desplaçar a la seu actual, Chennai, i l'any 2000 es va moure a la primera setmana de l'any per ser un dels tornejos de preparació de l'Obert d'Austràlia. En les sis primeres edicions es va anomenar Gold Flake Open, entre el 2002 i el 2004 Tata Open, i des del 2005 fins al 2017 va conservar el nom d'Aircel Chennai Open. Els organitzadors del torneig van decidir traslladar la seu del torneig a la ciutat de Poona a partir de l'any 2018 i canviar de nom per Tata Open Maharashtra, en referència a l'estat en el qual se situa la ciutat de Poona.

## Palmarès

### Individual individual
| Localització | Any  | Campió                                            | Finalista                                         | Resultat                                          |
| Poona        |      |                                                   |                                                   |                                                   |
| ------------ | ---- | ------------------------------------------------- | ------------------------------------------------- | ------------------------------------------------- |
| Poona        | 2023 | Tallon Griekspoor                                 | Benjamin Bonzi                                    | 4−6, 7−5, 6−3                                     |
| Poona        | 2022 | João Sousa                                        | Emil Ruusuvuori                                   | 7−6(9), 4−6, 6−1                                  |
| Poona        | 2021 | Torneig suspès a causa de la pandèmia de COVID-19 | Torneig suspès a causa de la pandèmia de COVID-19 | Torneig suspès a causa de la pandèmia de COVID-19 |
| Poona        | 2020 | Jiří Veselý                                       | Egor Gerasimov                                    | 7−6(2), 5−7, 6−3                                  |
| Poona        | 2019 | Kevin Anderson                                    | Ivo Karlović                                      | 7−6(4), 6−7(2), 7−6(5)                            |
| Poona        | 2018 | Gilles Simon                                      | Kevin Anderson                                    | 7−6(4), 6−2                                       |
| Chennai      | 2017 | Roberto Bautista Agut                             | Daniïl Medvédev                                   | 6−3, 6−4                                          |
| Chennai      | 2016 | Stan Wawrinka (4)                                 | Borna Ćorić                                       | 6−3, 7−5                                          |
| Chennai      | 2015 | Stan Wawrinka                                     | Aljaž Bedene                                      | 6−3, 6−4                                          |
| Chennai      | 2014 | Stanislas Wawrinka                                | Édouard Roger-Vasselin                            | 7−5, 6−2                                          |
| Chennai      | 2013 | Janko Tipsarević                                  | Roberto Bautista Agut                             | 3−6, 6−1, 6−3                                     |
| Chennai      | 2012 | Milos Raonic                                      | Janko Tipsarević                                  | 6−7(4), 7−6(4), 7−6(4)                            |
| Chennai      | 2011 | Stanislas Wawrinka                                | Xavier Malisse                                    | 7−5, 4−6, 6−1                                     |
| Chennai      | 2010 | Marin Čilić (2)                                   | Stanislas Wawrinka                                | 7−6(2), 7−6(3)                                    |
| Chennai      | 2009 | Marin Cilic                                       | Somdev Devvarman                                  | 6−4, 7−6(3)                                       |
| Chennai      | 2008 | Mikhaïl Iujni                                     | Rafael Nadal                                      | 6−0, 6−1                                          |
| Chennai      | 2007 | Xavier Malisse                                    | Stefan Koubek                                     | 6−1, 6−3                                          |
| Chennai      | 2006 | Ivan Ljubičić                                     | Carles Moyà                                       | 7−6(6), 6−2                                       |
| Chennai      | 2005 | Carles Moyà (2)                                   | Paradorn Srichaphan                               | 3−6, 6−4, 7−6(5)                                  |
| Chennai      | 2004 | Carles Moyà                                       | Paradorn Srichaphan                               | 6−4, 3−6, 7−6(5)                                  |
| Chennai      | 2003 | Paradorn Srichaphan                               | Karol Kucera                                      | 6−3, 6−1                                          |
| Chennai      | 2002 | Guillermo Canas                                   | Paradorn Srichaphan                               | 6−4, 7−6(2)                                       |
| Chennai      | 2001 | Michal Tabara                                     | Andrei Stoliarov                                  | 6−2, 7−6(4)                                       |
| Chennai      | 2000 | Jerome Golmard                                    | Markus Hantschk                                   | 6−3, 6−7(6), 6−3                                  |
| Chennai      | 1999 | Byron Black                                       | Rainer Schüttler                                  | 6−4, 1−6, 6−3                                     |
| Chennai      | 1998 | Patrick Rafter                                    | Mikael Tillstrom                                  | 6−3, 6−4                                          |
| Chennai      | 1997 | Mikael Tillstrom                                  | Alex Radulescu                                    | 6−4, 4−6, 7−5                                     |
| Nova Delhi   | 1996 | Thomas Enqvist                                    | Byron Black                                       | 6−2, 7−6(3)                                       |

### Dobles masculins

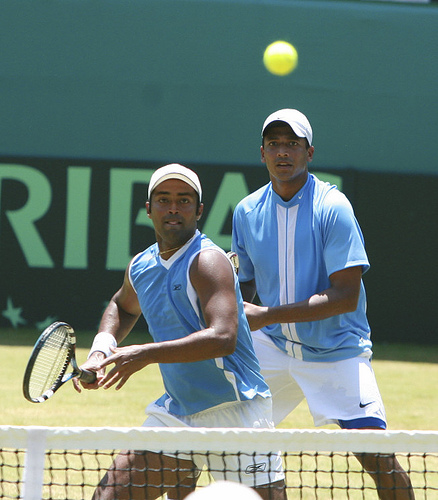
La parella formada per Mahesh Bhupathi i Leander Paes han guanyat cinc títols de dobles.

| Localització | Any  | Campions                                          | Finalistes                                        | Resultat                                          |
| Poona        |      |                                                   |                                                   |                                                   |
| ------------ | ---- | ------------------------------------------------- | ------------------------------------------------- | ------------------------------------------------- |
| Poona        | 2023 | Sander Gillé Joran Vliegen                        | Sriram Balaji Jeevan Nedunchezhiyan               | 6−4, 6−4                                          |
| Poona        | 2022 | Rohan Bopanna Ramkumar Ramanathan                 | Luke Saville John-Patrick Smith                   | 6−7(10), 6−3, [10−6]                              |
| Poona        | 2021 | Torneig suspès a causa de la pandèmia de COVID-19 | Torneig suspès a causa de la pandèmia de COVID-19 | Torneig suspès a causa de la pandèmia de COVID-19 |
| Poona        | 2020 | André Göransson Christopher Rungkat               | Jonathan Erlich Andrei Vasilevski                 | 6−2, 3−6, [10−8]                                  |
| Poona        | 2019 | Rohan Bopanna Divij Sharan                        | Luke Bambridge Jonny O'Mara                       | 6−3, 6−4                                          |
| Poona        | 2018 | Robin Haase Matwé Middelkoop                      | Pierre-Hugues Herbert Gilles Simon                | 7−6(5), 7−6(5)                                    |
| Chennai      | 2017 | Rohan Bopanna Jeevan Nedunchezhiyan               | Purav Raja Divij Sharan                           | 6−3, 6−4                                          |
| Chennai      | 2016 | Olivier Marach Fabrice Martin                     | Austin Krajicek Benoît Paire                      | 6−3, 7−5                                          |
| Chennai      | 2015 | Lu Yen-hsun Jonathan Marray                       | Raven Klaasen Leander Paes                        | 6−3, 7−6(4)                                       |
| Chennai      | 2014 | Johan Brunström Frederik Nielsen                  | Marin Draganja Mate Pavić                         | 6−2, 4−6, [10−7]                                  |
| Chennai      | 2013 | Benoît Paire Stanislas Wawrinka                   | Andre Begemann Martin Emmrich                     | 6−2, 6−1                                          |
| Chennai      | 2012 | Leander Paes Janko Tipsarević                     | Jonathan Erlich Andy Ram                          | 6−4, 6−4                                          |
| Chennai      | 2011 | Mahesh Bhupathi Leander Paes (5)                  | Robin Haase David Martin                          | 6−2, 6−7(3), [10−7]                               |
| Chennai      | 2010 | Marcel Granollers Santiago Ventura                | Lu Yen-hsun Janko Tipsarević                      | 7−5, 6−2                                          |
| Chennai      | 2009 | Eric Butorac Rajeev Ram                           | Jean-Claude Scherrer Stanislas Wawrinka           | 6−3, 6−4                                          |
| Chennai      | 2008 | Sanchai Ratiwatana Sonchat Ratiwatana             | Markos Bagdatís Marc Gicquel                      | 6−4, 7−5                                          |
| Chennai      | 2007 | Xavier Malisse Dick Norman                        | Rafael Nadal Bartolomé Salvà-Vidal                | 7−6(4), 7−6(4)                                    |
| Chennai      | 2006 | Michal Mertinak Petr Pala                         | Prakash Amritraj Rohan Bopanna                    | 6−2, 7−5                                          |
| Chennai      | 2005 | Yen-hsun Lu Rainer Schüttler                      | Mahesh Bhupathi Jonas Bjorkman                    | 7−5, 4−6, 7−6(4)                                  |
| Chennai      | 2004 | Rafael Nadal Tommy Robredo                        | Jonathan Erlich Andy Ram                          | 7−6(3), 4−6, 6−3                                  |
| Chennai      | 2003 | Julian Knowle Michael Kohlmann                    | Frantisek Cermak Leos Friedl                      | 7−6(1), 7−6(3)                                    |
| Chennai      | 2002 | Mahesh Bhupathi Leander Paes                      | Tomas Cibulec Ota Fukarek                         | 5−7, 6−2, 7−5                                     |
| Chennai      | 2001 | Byron Black Wayne Black                           | Barry Cowan Mose Navarra                          | 6−3, 6−4                                          |
| Chennai      | 2000 | Julien Boutter Christophe Rochus                  | Saurav Panja Prahlad Srinath                      | 7−5, 6−1                                          |
| Chennai      | 1999 | Mahesh Bhupathi Leander Paes                      | Wayne Black Neville Godwin                        | 4−6, 7−5, 6−4                                     |
| Chennai      | 1998 | Mahesh Bhupathi Leander Paes                      | Olivier Delaitre Maks Mirni                       | 6−7, 6−3, 6−2                                     |
| Chennai      | 1997 | Mahesh Bhupathi Leander Paes                      | Oleg Ogorodov Eyal Ran                            | 7−6, 7−5                                          |
| Nova Delhi   | 1996 | Jonas Bjorkman Nicklas Kulti                      | Byron Black Sandon Stolle                         | 4−6, 6−4, 6−4                                     |